# Метеорист
Метеорист, также Флатулист — человек, который забавляет публику, испуская газы в музыкальной манере.

## История
Имеется ряд упоминаний об античных и средневековых метеористах, которые могли издавать разные ритмы кишечным ветром. Так, Блаженный Августин писал в книге «О граде Божием» об исполнителях, которые могли так управлять своими газами, что казалось, что будто они поют.
В средневековой Ирландии метеористы назывались braigetori. Они приведены в списке исполнителей и музыкантов в банкетной программе XII века. В качестве артистов эти «брейгетори» занимали низшую ступень в иерархии, возглавляемой бардами, поэтами и гуслярами.
Искусство метеоризма также практиковалось в Японии, об этом упоминается в одном из рассказов, относящихся к периоду сёгуната Камакура (1185—1333).
Одним из популярных метеористов в XIX веке был Жозеф Пюжоль, известный как Ле Петоман, который жил и работал во Франции с 1887 года.
О нём сохранилось следующее свидетельство его способностей:

Эти представления были единственными в «Мулен Руже», где зрители так смеялись, что было слышно на сотню метров в округе. По словам А. Бриссона, это был самый настоящий артист. Его осматривал доктор С. Рише и засвидетельствовал, что представление было подлинным. У виртуозного пердуна были, однако, завистники, которые пытались вставлять себе между ног причудливые инструменты и подражать ему. Из-за этого прогремели судебные процессы. Рассказывают, что истинный Петоман сразу же выводил на чистую воду мошенников благодаря одной неизвестной им хитрости: без каких бы то ни было трюков некоторые мелодии можно было выпердеть только в минорной тональности.
— С. Фанти «Микропсихоанализ»

## Наши дни
Профессия метеориста сохранилась до сих пор. Одним из известных современных метеористов является британец Мистер Метан, начавший свою карьеру в 1991 году.